# Трехос Фернандес, Хосе Хоакин
Хосе Хоакин Антонио Трехос Фернандес (исп. José Joaquín Antonio Trejos Fernández; 18 апреля 1916, Сан-Хосе, Коста-Рика — 10 февраля 2010, Сан-Хосе, Коста-Рика) — коста-риканский политик, президент Коста-Рики (1966—1970).

## Биография
Окончил университет Коста-Рики со степенью в областях математики и экономики, позже став его профессором. Также обучался в Чикагском университете.
В 1966—1970 годах — президент Коста-Рики. Находясь на этом посту, он не имел поддержки большинства депутатов Законодательной Ассамблеи, что затрудняло его работу как главы государства. При этом страна находилась в тяжёлой финансовой ситуации, которая ухудшалась вследствие быстрого прироста населения, увеличивавшего нагрузку на бюджет. Трехос Фернандес был вынужден пойти на непопулярную меру, введя налог с продаж, что увеличило доходы государства. 
После окончания президентских полномочий оставался активным участником публичной политики Коста-Рики.

## Труды
- Ocho años en la política costarricense («8 лет в коста-риканской политике»).
- Por esfuerzo propio («Своими силами»).